# Charles Tournemire
Pour les articles homonymes, voir Tournemire.
Charles Tournemire est un organiste, un improvisateur et un compositeur français né à Bordeaux le 22 janvier 1870 et mort à Arcachon le 4 novembre 1939.

## Biographie
Il épouse en premières noces le 5 novembre 1903 à Paris (1er) Alice Georgina Taylor (1870-1919).
Il épouse ensuite le 18 juillet 1934 l'une de ses élèves, Alice Espir (1901-1996), née à Colombes (Seine), premier prix de violon dans la classe d'Augustin Lefort, au Conservatoire national supérieur de musique de Paris.
Tournemire fut le plus jeune élève de César Franck, l'élève de Charles-Marie Widor et remplaça en 1898 Gabriel Pierné (1863-1937) au poste d'organiste de la basilique Sainte-Clotilde à Paris. Il en fut titulaire de 1898 à sa mort en 1939.
En 1911, il est lauréat du prix Chartier de l'Académie des beaux-arts pour ses compositions de musique de chambre.
À partir de 1919, il enseigne au Conservatoire de Paris en tant que professeur de musique d'ensemble (formations diverses : trios, quatuors, quintettes, etc.).
Organiste renommé pour ses improvisations, ses œuvres pour orgue sont nombreuses, sérieuses et respectent la liturgie catholique, notamment à travers son recueil L'Orgue mystique (constitué des 51 messes de l'année liturgique catholique). Il a également composé des mélodies, des pièces pour piano, de la musique de chambre, huit symphonies et plusieurs opéras et oratorios. Ces derniers sont inédits, seuls existent les manuscrits conservés à la Bibliothèque nationale de France.
Ayant connu les débuts de l'enregistrement phonographique, Charles Tournemire a enregistré vers 1930-1931 cinq improvisations sur des disques 78 tours. Ce témoignage exceptionnel de l'art improvisatoire a été immortalisé par Maurice Duruflé, l'un de ses élèves les plus célèbres, qui, patiemment, à partir de ces disques, a reconstitué et transcrit en partition ces chefs-d'œuvre, entre 1956 et 1958 :
- Petite rhapsodie improvisée ;
- Cantilène improvisée ;
- Improvisation sur le Te Deum ;
- Fantaisie-Improvisation sur l’Ave maris stella ;
- Choral-Improvisation sur le Victimæ paschali laudes.

Tournemire a également composé pour le piano, ainsi son cycle de Douze préludes-poèmes op. 58, dans la lignée d'Alexandre Scriabine, Claude Debussy et Maurice Ravel.
Mort noyé en 1939, il est enterré au cimetière d'Arcachon.

## Œuvres

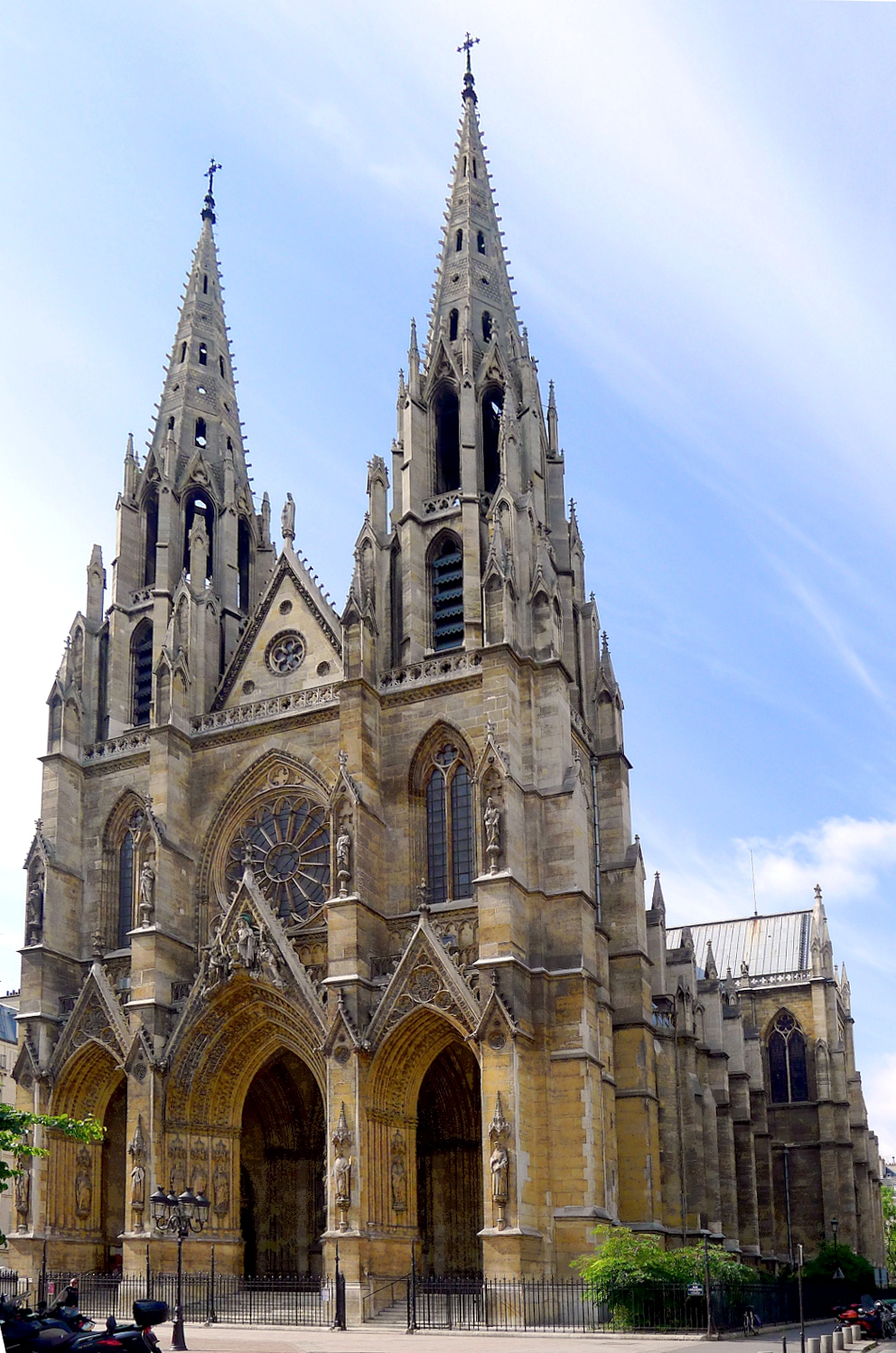
La basilique Sainte-Clotilde, dans laquelle Charles Tournemire a été organiste pendant plus de 40 ans.

- L’Orgue mystique : Cycle de Noël, op. 55 — Cycle de Pâques, op. 56 — Cycle Après La Pentecôte, op. 57 par Georges Delvallée (orgue) ;
- Charles TOURNEMIRE : Rhapsodie, op. 29 - Poème mystique, op. 33 - Cloches de Châteauneuf-du-Faou, op. 62 - Études de chaque jour, op. 70 - Douze Préludes-Poèmes op. 58 par Georges Delvallée (piano).

N.B. : Ces enregistrements conjuguent les avantages d'une qualité artistique reconnue, d'une bonne qualité technique et d'une durée généreuse. Toutefois, les présentes suggestions ne reflètent que l'avis de Wikipédistes et ne sauraient être considérées comme des références indiscutables, tant en ce qui concerne le choix des œuvres que celui des interprétations.

## Œuvres avec opus
- Op. 1  Sonate pour piano et violon en 4 parties, 1892-1893 (inédite).
- Op. 2  Andantino, pour orgue, 1894.
- Op. 3  Sortie en sol majeur pour orgue, 1894.
- Op. 4  Trois pièces (Suite), pour hautbois et piano, 1894.
- Op. 5  Sonate pour violoncelle et piano, 1895, et Deux pièces, pour violoncelle et piano, 1912.
- Op. 6  Andante pour piano et cor chromatique en fa, 1896.
- Op. 7  Trois mélodies, textes de Victor Hugo et N.J.L. Gilbert, voix et piano, 1896 (inédites).
- Op. 8  Pater noster, motet (accompagnement à l'orgue), 1894, et Salutation angélique, voix, violon, orgue, 1894.
- Op. 9  Sérénade, pour piano, 1896
- Op. 10 Offertoire, pour orgue ou harmonium, 1894-1895, et Sortie, en mi bémol majeur, pour orgue, 1894.
- Op. 11 Suite en trois parties pour alto et piano, 1897.
- Op. 12 Sonata a violino solo (retranscription d'une composition originale de G.B. Fontana), 1896.
- Op. 13 Suite nº 6 de l'Hortulus Chelicus (d'après J. J. Walther), 1896.
- Op. 14 Sonate pour violon (d'après Antonio Lolli), 1896.
- Op. 15 Quatuor en ré mineur, pour piano et cordes, 1897-1908.
- Op. 16 Pièce symphonique en si mineur, pour grand orgue, 1899.
- Op. 17 Sonate pour piano en 4 parties, 1899, et Deux pièces,  pour piano, 1907.
- Op. 18 Symphonie nº 1 « Romantique », en la majeur, pour orchestre, 1900.
- Op. 18 bis Symphonie nº 1 « Romantique », transcription pour piano à 4 mains, 1900.
- Op. 19 Suite de morceaux, pour grand orgue (1re partie) :

I. Adagio – II. Scherzetto – III. Toccata – IV. Interludes, 1900.
- Op. 20 Six petites pièces, pour piano, 1895-1900.
- Op. 21 Variae preces, 40 pièces pour harmonium, 1901-1902.
- Op. 22 Trio en sol mineur, pour piano, violon et violoncelle, 1901.
- Op. 23 Sarabande, pour piano, 1901.
- Op. 24 Suite de morceaux, pour grand orgue, (2e partie) :

V. Pastorale – VI. Communion – VII. Ite missa est. Sortie, 1901.
- Op. 25 Six mélodies, texte de Anatole Le Braz, voix et piano, 1901-1902.
- Op. 25bis Deux mélodies, pour voix et orchestre, 1901-1902.
- Op. 26 Quatre petites pièces, pour piano, 1895-1900-1902.
- Op. 27 Le Sang de la Sirène, légende musicale en 4 parties, texte de M. Brennure (d’après A. Le Braz), 1902-1903.

Parties 1 et 2 : pour solistes, chœurs et orchestre.
Parties 3 et 4 : pour piano et voix.
- Op. 28 Deux mélodies, texte de Le Braz, voix et piano, 1901-1902.
- Op. 28bis Cloches de Pâques, pour voix et orchestre, 1901-1902.
- Op. 29 Rhapsodie (2 versions), 1907.

Version 1 : pour piano seul.
Version 2 : pour piano et orchestre.
- Op. 30 Nittetis, tragédie lyrique en 3 actes et 7 tableaux (d’après Metastasio), pour piano, orchestre, voix, solistes, 1905-1907.
- Op.31 Arrangement de la Sonate pour violon et continuo de J. S. Bach, BWV 1023, (partie de piano ajoutée par Tournemire), 1908.
- Op. 32 Poème, texte d'Albert Samain, pour voix et piano, 1908 (inédit).
- Op. 33 Poème mystique, pour piano, 1908.
- Op. 34 Sagesse, texte de Paul Verlaine, pour voix et piano, 1908 (inédit).
- Op. 35 Poème, pour violoncelle et piano, 1908 (inédit).
- Op. 36 Symphonie nº 2 « Ouessant », en si majeur, pour orchestre, 1908-1909.
- Op. 37 Psaume LVII (2 versions), 1908-1909.

Version 1 : Pour chœur, orchestre et grand orgue.
Version 2 : Pour quatuor vocal ou chœur et piano.
- Op. 38 Poème, pour grand orgue et orchestre, 1909-1910, Eschig.
- Op. 39 Triptyque, texte d'Albert Samain, voix et piano, 1910.
- Op. 40 Pour une épigramme de Théocrite, pour 3 flûtes, 2 clarinettes et harpe, 1910.
- Op. 41 Triple choral, pour orgue, 1910.
- Op. 42 Les dieux sont morts (Chryséis), drame antique en 2 actes, adaptation de E. Berteaux (2 versions), 1910-12 (créé à l'Opéra de Paris douze années plus tard, soit en 1924).

Version 1 : pour solistes, chœurs et orchestre.
Version 2 : pour piano et chant réduit, 1910-1912.
- Op. 43 Symphonie nº 3 « Moscou », en ré majeur, pour orchestre, 1912-1913, Eschig.
- Op. 44 Symphonie nº 4 « Pages symphoniques », pour orchestre, 1912-1913, Eschig.
- Op. 45 Psaume XLVI, pour solo, chœur et orchestre, 1913 (inédit).
- Op. 46 Trois Lieder, textes de Albert Samain, voix et piano, 1912 (inédit).
- Op. 47 Symphonie nº 5 « De la montagne », en fa majeur, pour orchestre, 1913-1914, Eschig.
- Op. 48 Symphonie nº 6 (2 versions), 1915-1918, Eschig.

Version 1 : pour orchestre, chœurs, voix solo et grand orgue.
Version 2 : pour ténor solo et piano.
- Op. 49 Symphonie nº 7 « Les danses de la vie », pour orchestre, 1918-1922, Eschig.
- Op. 50 Dialogue sacré, Poème d'Amour, extrait du Cantique des Cantiques, pour voix et piano, 1919.
- Op. 51 Symphonie nº 8 « Le triomphe de la mort », pour orchestre, 1920-1924, Eschig.
- Op. 52 Trilogie Faust – Don Quichotte – Saint François d’Assise, (2 versions), 1916-1929 (inédit).

Version 1 : pour solistes, chœurs et orchestre.
Version 2 : pour voix et piano.
- Op. 53 La Légende de Tristan, œuvre en 3 actes et 8 tableaux, texte de Albert Pauphilet (2 versions), 1925-6[6].

Version 1 : pour solistes chœurs et orchestre.
Version 2 : pour voix et piano.
- Op. 54 La Queste du Saint Graal, fresque musicale (2 versions), 1926-1927 (inédit).

Version 1 : pour chœur invisible et orchestre.
Version 2 : pour quatuor vocal ou chœur réduit et piano.
- Op. 55 L'Orgue mystique, cycle de Noël : Offices de 1 à 11, 1927-1932.
- Op. 56 L'Orgue mystique, cycle de Pâques : Offices de 12 à 25, 1927-1932.
- Op. 57 L'Orgue mystique, cycle de la Pentecôte : Offices de 26 à 51, 1927-1932.
- Op. 58 Douze Préludes-poèmes, pour piano, 1931-1932.
- Op. 59 Trois Poèmes, pour orgue,1932.
- Op. 60 Sei Fioretti, pages pour orgue, 1932.
- Op. 61 Musique orante, pour quatuor à cordes, 1933.
- Op. 62 Cloches de Châteauneuf-du-Faou, pour piano, 1933 (inédit).
- Op. 63 Apocalypse de saint Jean, trilogie sacrée (2 versions), 1932-1936 (inédit).

Version 1 : pour orchestre, grand orgue, chœurs, récits.
Version 2 : pour voix et piano.
- Op. 64 Fantaisie symphonique, pour orgue, 1933-1934.
- Op. 65 Sonate-poème, pour violon et piano, 1934-1935.
- Op. 66 Petites fleurs musicales, 40 pièces très faciles, pour orgue sans pédale ou harmonium, 1932-1934.
- Op. 67 Sept Chorals-poèmes d'orgue pour les sept paroles du Christ, pour orgue, 1935.
- Op. 68 Postludes libres pour des Antiennes de Magnificat, pour orgue sans pédale ou harmonium, 1935.
- Op. 69 Symphonie-choral, pour orgue, 1935.
- Op. 70 Études de chaque jour, pour piano, 1935-1936 (inédites).
- Op. 71 Symphonie sacrée, pour orgue, 1936.
- Op. 72 La douloureuse Passion du Christ, oratorio (2 versions),

Version 1 : pour chœurs, grand orgue et orchestre, récits, 1916-1932 (inédit).
Version 2 : pour voix et piano, 1936-1937 (inédit).
- Op. 73 Il poverello di Assisi, 5 épisodes lyriques en 7 tableaux, textes de J. Péladan (2 versions), 1937-1938, Eschig.

Version 1 : pour solistes (voix), chœurs et orchestre.
Version 2 : pour piano et chant réduit.
- Op. 74 Suite évocatrice, pour grand orgue, 1938.
- Op. 75 & 76 Deux Fresques symphoniques sacrées, orgue, 1938–9, Eschig.

Remarque : Ne sont indiquées ci-dessus que les œuvres figurant au catalogue « avec Opus ». Les autres compositions de Charles Tournemire, qui sont restées « sans Opus », ne sont pas mentionnées.

## L’œuvre pour orgue et harmonium
- Op. 2  Andantino, pour orgue, 1894.
- Op. 3  Sortie en sol majeur pour orgue, 1894.
- Op. 10 Offertoire, pour orgue ou harmonium, 1894–5, et Sortie, en mi bémol majeur, pour orgue, 1894.
- Op. 16 Pièce symphonique en si mineur, pour grand orgue, 1899.
- Op. 19 Suite de morceaux, pour grand orgue (1re partie):

I. Adagio – II. Scherzetto – III. Toccata – IV. Interludes, 1900.
- Op. 21 Variae preces, 40 pièces pour harmonium, 1901–2.
- Op. 24 Suite de morceaux, pour grand orgue, (2e partie):

V. Pastorale – VI. Communion – VII. Ite missa est. Sortie, 1901.
- Op. 41 Triple choral, pour orgue, 1910.
- Op. 55 L’Orgue mystique, cycle de Noël: Offices de 1 à 11, 1927-32.
- Op. 56 L’Orgue mystique, cycle de Pâques: Offices de 12 à 25, 1927-32.
- Op. 57 L’Orgue mystique, cycle de la Pentecôte: Offices de 26 à 51, 1927-32.
- Op. 59 Trois Poèmes, pour orgue,1932.
- Op. 60 Sei Fioretti, pour orgue, 1932.
- Op. 64 Fantaisie symphonique, pour orgue, 1933–4.
- Op. 66 Petites fleurs musicales, 40 pièces très faciles, pour orgue sans pédale ou harmonium, 1932-34.
- Op. 67 Sept Chorals-poèmes d’orgue pour les Sept Paroles du Christ, pour orgue, 1935.
- Op. 68 Postludes libres pour des Antiennes de Magnificat, pour orgue sans pédale ou harmonium, 1935.
- Op. 69 Symphonie-choral, pour orgue, 1935.
- Op. 71 Symphonie sacrée, pour orgue, 1936.
- Op. 74 Suite évocatrice, pour grand orgue, 1938.
- Op. 75 & 76 Deux Fresques symphoniques sacrées, orgue, 1938–9.

## Ouvrages pédagogiques
- Petite méthode d'orgue, Paris, Max Eschig.
- Précis d'exécution, de registration et d'improvisation à l'orgue, Paris, Max Eschig.

## Écrits
- César Franck, Paris, Delagrave, 1931.
- Éclats de Mémoire, Mémoires inédits (de Charles Tournemire), avant-propos et notes de Marie-Louise Langlais, pdf, accès libre (voir infra), 2014.
- Mémoires de Charles Tournemire, édition critique par Jean-Marc Leblanc, revue L'Orgue, n°321-324, 2018, I-IV.

## Dossier
- Charles Tournemire (1870-1939), Dossier coordonné par François Sabatier, Cahiers et Mémoires de l'Orgue, n°41, 1989-I. ISSN 1261-6702.

## Droits d'auteur
- Au Canada, au Japon et dans les autres pays observant un délai de protection de 50 ans post mortem, les œuvres de Tournemire sont entrées dans le domaine public le 1er janvier 1990.
- Aux États-Unis, les œuvres de Tournemire publiées avant 1923 sont entrées dans le domaine public ; celles publiées à partir de 1923 (et jusqu'en 1977) sont (très probablement) protégées durant 95 ans après leur date de publication[7].
- Dans l'Union européenne et dans les autres pays observant un délai de protection de 70 ans post mortem, les œuvres de Tournemire sont entrées dans le domaine public le 1er janvier 2010[8].

Ces indications valent pour les œuvres dont Tournemire est le seul auteur ; pour la musique vocale, il convient de vérifier aussi le statut de l'auteur du texte. Les improvisations sur des hymnes reconstituées par Duruflé (†1986) sont bien sûr protégées en fonction de ce dernier.

### Bases de données et dictionnaires
- Ressources relatives à la musique :   - International Music Score Library Project
  - AllMusic
  - Discogs
  - Grove Music Online
  - MusicBrainz
  - Muziekweb
  - Operone
  - Rate Your Music
  - Répertoire international des sources musicales
- Ressource relative à la vie publique :   - base Léonore
- Notices dans des dictionnaires ou encyclopédies généralistes :   - Den Store Danske Encyklopædi
  - Deutsche Biographie
  - Gran Enciclopèdia Catalana
  - Nationalencyklopedin
  - Treccani
  - Universalis
- Notices d'autorité :   - VIAF
  - ISNI
  - BnF (données)
  - IdRef
  - LCCN
  - GND
  - CiNii
  - Belgique
  - Pays-Bas
  - Pologne
  - Israël
  - NUKAT
  - Suède
  - Vatican
  - Norvège
  - Tchéquie
  - Portugal
  - Lettonie
  - WorldCat